# Antechinus adustus
Antechinus adustus är en pungdjursart som först beskrevs av Oldfield Thomas 1923. Antechinus adustus ingår i släktet pungspetsekorrar och familjen rovpungdjur. IUCN kategoriserar arten globalt som livskraftig. Inga underarter finns listade.
Artepitet adustus i det vetenskapliga namnet är latin för "brun av solens ljus".
Pungdjuret förekommer i sydöstra delen av Kap Yorkhalvön i Australien. Arten vistas i kulliga områden och bergstrakter som ligger minst 600 meter över havet. Habitatet utgörs främst av tropisk regnskog.